# Eleição municipal de Londrina em 1996
A eleição municipal de Londrina em 1996 ocorreu em 3 de outubro de 1996. O prefeito era Luiz Eduardo Cheida, do PT, que terminaria seu mandato em 1 de janeiro de 1997. Antonio Belinati, do PDT, foi eleito prefeito de Londrina no segundo turno.
Passados quatro anos, o prefeito Luiz Eduardo Cheida do PT não poderia concorrer à reeleição. O Partido dos Trabalhadores articulou-se para lançar o deputado federal Paulo Bernardo como candidato situacionista tendo como candidato a vice prefeito pelo PSB Assad Jannani (que substituiu o petista Alcides Carvalho e irmão do falecido deputado federal José Janene) enquanto Antonio Belinati  se lançou candidato do PDT. O PSDB lança a candidatura do deputado federal Luiz Carlos Hauly na convenção do partido. Realizado o segundo turno entre Antonio Belinati e Luiz Carlos Hauly, o prefeito Luiz Eduardo Cheida decidiu apoiar Hauly enquanto o PT e o candidato derrotado Paulo Bernardo oficializaram o apoio formal ao candidato Antonio Belinati, impedindo Cheida de gravar mensagens de apoio no horário eleitoral ao candidato do PSDB. Antonio Belinati sagrou-se vitorioso no segundo turno contra Luiz Carlos Hauly. Eleito no segundo turno, Antonio Belinati inicia seu terceiro mandato em 1 de janeiro de 1997, com vários secretários indicados pelo PT, sendo cassado pela Câmara Municipal de Londrina em 2000  .

## Candidatos
|  | Nº | Candidato(a) a prefeito | Candidato(a) a prefeito                          | Candidato(a) a vice-prefeito | Candidato(a) a vice-prefeito                      | Coligação |
|  | -- | ----------------------- | ------------------------------------------------ | ---------------------------- | ------------------------------------------------- | --- |
|  | 12 |                         | Antonio Belinati (PDT) Antonio Casemiro Belinati |                              | Alex Canziani (PTB) Alex Canziani Silveira        | Londrina Terra da Gente - Partido Democrático Trabalhista (PDT) - Partido Trabalhista Brasileiro (PTB) - Partido Liberal (PL) - Partido da Reconstrução Nacional (PRN) - Partido Geral dos Trabalhadores (PGT) - Partido Social Liberal (PSL) - Partido Social Democrático (PSD) - Partido Social Trabalhista (PST) |
|  | 13 |                         | Paulo Bernardo (PT) Paulo Bernardo Silva         |                              | n/d                                               | Sem nome - Partido dos Trabalhadores (PT) - Partido Comunista do Brasil (PCdoB) - Partido Socialista Brasileiro (PSB) - Partido da Mobilização Nacional (PMN) |
|  | 15 |                         | José Tavares (PMDB) José Tavares da Silva Neto   |                              | n/d                                               | Sem coligação - Partido do Movimento Democrático Brasileiro (PMDB) |
|  | 45 |                         | Luiz Carlos Hauly (PSDB) Luiz Carlos Jorge Hauly |                              | Carlos Alberto Garcia (PFL) Carlos Alberto Garcia | Sem nome - Partido da Social Democracia Brasileira (PSDB) - Partido da Frente Liberal (PFL) - Partido Progressista Brasileiro (PPB) - Partido Verde (PV) - Partido Popular Socialista (PPS) - Partido Trabalhista do Brasil (PTdoB) - Partido dos Aposentados da Nação (PAN)                                        |

## Resultado da eleição para prefeito
| Candidato(a)             | Vice                        | 1º Turno 3 de outubro de 1996 | 1º Turno 3 de outubro de 1996 | 2º Turno 15 de novembro de 1996 | 2º Turno 15 de novembro de 1996 |
| Candidato(a)             | Vice                        | Votação                       | Votação                       | Votação                         | Votação                         |
| Candidato(a)             | Vice                        | Total                         | Porcentagem                   | Total                           | Porcentagem                     |
| ------------------------ | --------------------------- | ----------------------------- | ----------------------------- | ------------------------------- | ------------------------------- |
| Antonio Belinati (PDT)   | Alex Canziani (PTB)         | 96.311                        | 48,86%                        | 105.988                         | 52,74%                          |
| Luiz Carlos Hauly (PSDB) | Carlos Alberto Garcia (PFL) | 69.624                        | 35,32%                        | 94.984                          | 47,26%                          |
| José Tavares (PMDB)      | José Carlos Tibúrcio (PMDB) | 19.096                        | 9,69%                         | Não participaram                | Não participaram                |
| Paulo Bernardo (PT)      | N/A                         | 12.080                        | 6,13%                         | Não participaram                | Não participaram                |
| Total de votos válidos   | Total de votos válidos      | 197.111                       | 100,00%                       | 200.972                         | 100,00%                         |
| Votos apurados           |                             |                               |                               |                                 |                                 |
| Votos válidos            | Votos válidos               | 197.111                       | 91,80%                        | 200.972                         | 94,91%                          |
| Votos em branco          | Votos em branco             | 2.611                         | 1,21%                         | 1.914                           | 0,90%                           |
| Votos nulos              | Votos nulos                 | 15.006                        | 6,99%                         | 8.874                           | 4,19%                           |
| Total de votos apurados  | Total de votos apurados     | 214.728                       | 100,00%                       | 211.760                         | 100,00%                         |
| Eleitores                |                             |                               |                               |                                 |                                 |
| Comparecimento           | Comparecimento              | 214.728                       | 82,15%                        | 211.760                         | 81,01%                          |
| Abstenções               | Abstenções                  | 46.665                        | 17,85%                        | 49.633                          | 18,99%                          |
| Total de eleitores       | Total de eleitores          | 261.393                       | 100,00%                       | 261.393                         | 100,00%                         |

## Vereadores eleitos
| Candidato(a)                        | Partido | Votação | Votação     |
| Candidato(a)                        | Partido | Total   | Porcentagem |
| ----------------------------------- | ------- | ------- | ----------- |
| Antenor Ribeiro da Silva Júnior     | PPB     | 3.650   | 1,92%       |
| Osvaldo Bergamin                    | PMDB    | 3.372   | 1,78%       |
| Elza Correia                        | PCdoB   | 3.119   | 1,64%       |
| Roberto Yoshimitsu Kanashiro        | PSDB    | 3.085   | 1,63%       |
| Célio Guergoletto                   | PMDB    | 2.980   | 1,57%       |
| Roberto Ávila Scaff                 | PSDB    | 2.804   | 1,48%       |
| Tercilio Luiz Turini                | PSDB    | 2.763   | 1,46%       |
| Salvador Francisco de Oliveira Neto | PSDB    | 2.583   | 1,36%       |
| Sidney Osmundo de Souza             | PST     | 2.577   | 1,36%       |
| Jorge Scaff                         | PDT     | 2.426   | 1,28%       |
| Adalberto Pereira da Silva          | PFL     | 2.422   | 1,28%       |
| Antonio Negmar Ursi                 | PT      | 2.414   | 1,27%       |
| Carlos Eduardo Santa Rosa           | PFL     | 2.340   | 1,23%       |
| Valdemir de Araújo Carneiro         | PMN     | 2.283   | 1,20%       |
| Renato Silvestre Araújo             | PPB     | 2.275   | 1,20%       |
| Luiz Carlos Tamarozzi               | PL      | 2.231   | 1,18%       |
| Carlos Shigueru Kita                | PTB     | 2.155   | 1,14%       |
| Flávio Anselmo Vedoato              | PTB     | 2.020   | 1,06%       |
| Orlando Soares Proença              | PDT     | 1.918   | 1,01%       |
| Moyses Leônidas de Oliveira         | PDT     | 1.908   | 1,01%       |
| Alvair Avelino de Souza             | PL      | 1.117   | 0,59%       |